# Sciaphylax hemimelaena
El hormiguero colicastaño sureño (Sciaphylax hemimelaena), también denominado hormiguero de cola castaña (en Perú), es una especie de ave paseriforme de la familia Thamnophilidae, una de las dos pertenecientes al género Sciaphylax. Hasta recientemente formaba parte del amplio género Myrmeciza, de donde fue separado en 2013. Es nativo de la cuenca amazónica en Sudamérica.

## Distribución y hábitat
Se distribuye por el este de Perú, norte de Bolivia y oeste y centro de la Amazonia brasileña, al sur de los ríos Marañon - Amazonas. Ver detalles en Subespecies.
Esta especie es bastante común en el sotobosque de selvas húmedas de terra firme, hasta los 1400 m de altitud.

## Sistemática

### Descripción original
La especie S. hemimelaena fue descrita por primera vez por el zoólogo británico Philip Lutley Sclater en 1857 bajo el nombre científico Myrmeciza hemimelaena; localidad tipo «Mapiri, La Paz, Bolivia.»

### Etimología
El nombre genérico femenino «Sciaphylax» proviene de las palabras griegas skia: sombra y phylax: guardián, significando «guardián de las sombras», reflejando el hábitat preferencial y el comportamiento de cantante conspícuo; y el nombre de la especie «hemimelaena», proviene del griego «hēmi»: mitad  y «melas, melaina»: negro; significando «mitad negro».

### Taxonomía
La presente especie era considerada conespecífica con Sciaphylax castanea, pero esta fue elevada al rango de especie con base en los estudios de vocalización y morfológicos de Isler et al. 2002, que constataron que en realidad se trataban de dos especies crípticas que coexistían en algunas regiones, como en el piedemonte de San Martín. La elevación a especie fue aprobada en la Propuesta N° 16 al Comité de Clasificación de Sudamérica (SACC).
Los amplios estudios de Isler et al. (2013) confirmaron lo que diversos autores ya habían sugerido: que el género Myrmeciza era altamente polifilético. En relación con las entonces Myrmeciza hemimelaena y M. castanea, demostraron la afinidad entre ellas y que formaban parte de un clado con las especies actualmente incluidas en el género Cercomacroides, dentro de una tribu Pithyni. Para resolver esta cuestión taxonómica, propusieron agrupar las dos especies en un nuevo género. Como no había ningún nombre anterior disponible propusieron el nombre Sciaphylax. En la Propuesta N° 628 al SACC, se aprobó este cambio, junto a todos los otros envolviendo el género Myrmeciza. Los cambios taxonómicos fueron adoptados por la mayoría de las clasificaciones.

### Subespecies
Según las clasificaciones del Congreso Ornitológico Internacional (IOC) y Clements Checklist v.2017, se reconocen dos subespecies, con su correspondiente distribución geográfica:
- Sciaphylax hemimelaena hemimelaena (P. L. Sclater, 1857) – este de Perú (al sur de los ríos Marañón y Amazonas), suroeste de la Amazonia brasileña (al este hasta el río Madeira, al sur hasta Acre) y noroeste de Bolivia a occidente del los ríos Mamoré y Grande (Pando, La Paz, oeste de Beni, Cochabamba, oeste de Santa Cruz).
- Sciaphylax hemimelaena pallens (Berlepsch & Hellmayr, 1905) – centro de Brasil al sur del río Amazonas (del Madeira al este hasta el suroeste de Pará, al sur hasta Rondônia y oeste y norte de Mato Grosso) y noreste de Bolivia (este de Santa Cruz).